# Prey (Eure)
Prey is een gemeente in het Franse departement Eure (regio Normandië). De plaats maakt deel uit van het arrondissement Évreux. Prey telde op 1 januari 2022 976 inwoners.

## Geografie
De oppervlakte van Prey bedroeg op 1 januari 2022 8,09 vierkante kilometer; de bevolkingsdichtheid was toen 120,6 inwoners per km².

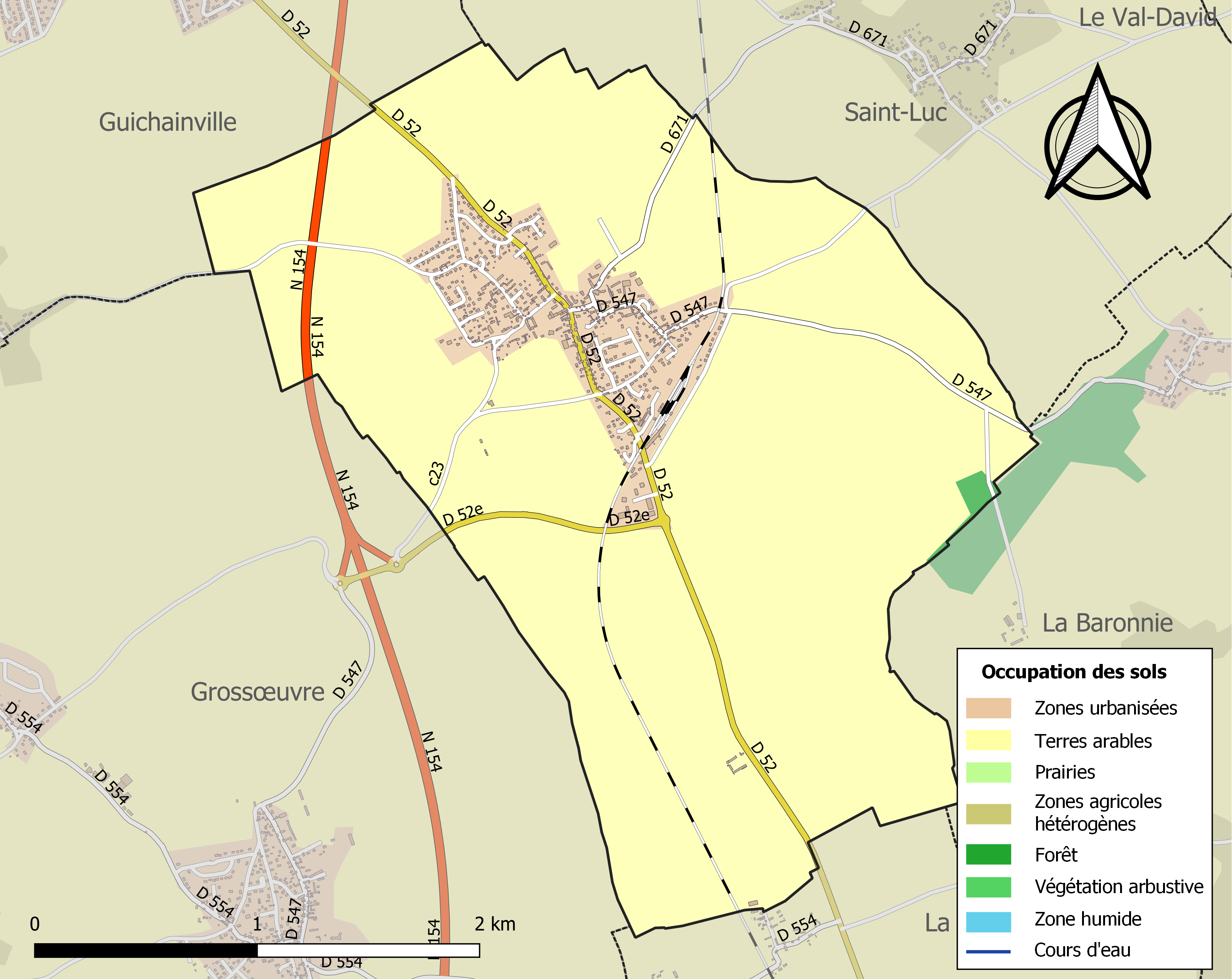
Kaart van de gemeente met belangrijkste infrastructuur, bodemgebruik en omliggende gemeenten

## Demografie
Onderstaande figuur toont het verloop van het inwonertal (bron: INSEE-tellingen).